# Heinz Baberg
Heinz Baberg (* 15. April 1927 in Werdohl; † 22. November 1983 in Plettenberg) war ein deutscher Politiker der SPD.

## Ausbildung und Beruf
Er war der Sohn des Reichsbahninspektors Otto Baberg und der Ida geb. Lengelsen. Heinz Baberg beantragte am 25. Januar 1944 die Aufnahme in die NSDAP und wurde zum 20. April desselben Jahres aufgenommen (Mitgliedsnummer 9.720.539). Er besuchte das Gymnasium, das er 1947 mit dem Abitur abschloss. Die Pädagogische Akademie Lüdenscheid besuchte er von 1947 bis 1949 und legte die erste Staatsprüfung für das Lehramt an Volksschulen ab. Ein Studium an der Universität Bonn schloss sich bis 1956 an. 1954 erfolgte die erste Staatsprüfung für das Lehramt an Gymnasien. 1956 wurde er zum Dr. phil. promoviert. Von 1957 bis 1958 war er im Vorbereitungsdienst in Dortmund und von 1958 bis 1962 war er als Studienassessor tätig. Von 1962 bis 1974 war er Studienrat, Oberstudienrat und Studiendirektor und von 1974 bis 1980 Oberstudiendirektor.

## Politik
Heinz Baberg war seit 1961 Mitglied der SPD. Seit 1962 Mitglied der Gewerkschaft Erziehung und Wissenschaft. Er wurde 1963 Mitglied des Rates der Stadt Plettenberg. 1964 wurde er zum Bürgermeister der Stadt Plettenberg gewählt. Von 1970 bis 1975 war Baberg Mitglied des Kreistages Lüdenscheid.
Heinz Baberg war vom 29. Mai 1980 bis zum 22. November 1983 direkt gewähltes Mitglied des 9. Landtages von Nordrhein-Westfalen für den Wahlkreis 148 Märkischer Kreis I.